# Crystal City (Missouri)
Pour les articles homonymes, voir Crystal City.
La ville américaine de Crystal City est située dans le comté de Jefferson, dans l’État du Missouri. Elle comptait 4 855 habitants lors du recensement de 2010.

## Source
- (en) Cet article est partiellement ou en totalité issu de l’article de Wikipédia en anglais intitulé « Crystal City, Missouri » (voir la liste des auteurs).